# Agriculture biologique en France

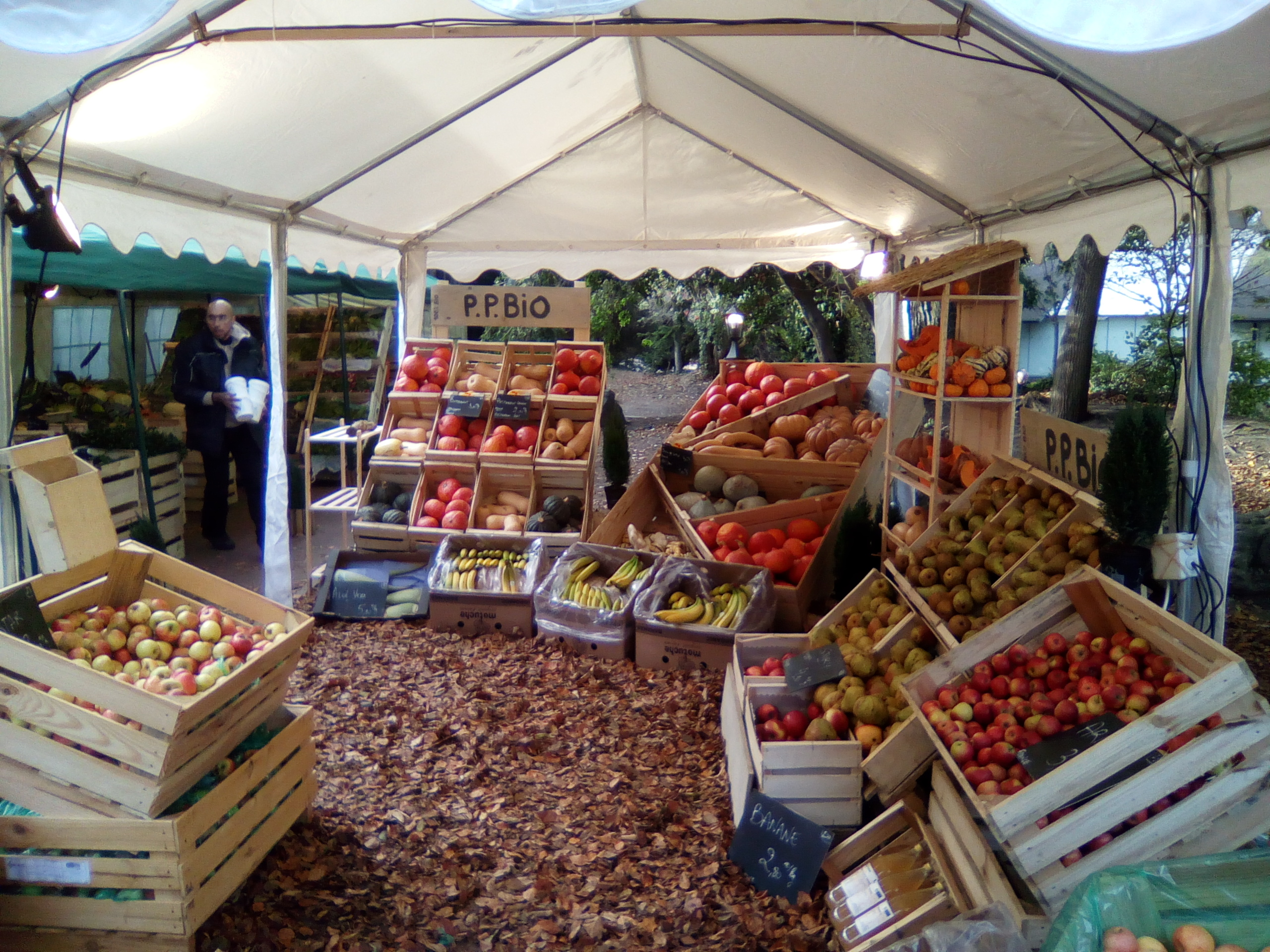
Stand de produits agricoles à un salon bio

 (avril 2023).
Les débuts de l'agriculture biologique en France sont marqués par la fondation de l'Association Française pour l'Agriculture Biologique (AFAB), en 1962.
Dans les années 1970, un mouvement sociétal de retour à la nature favorise le développement de modes de production biologiques. Un plan « Agriculture biologique : horizon 2012 », a été lancé à la suite du Grenelle de l'environnement, avec un objectif de 6 % de la surface agricole utilisée pour la surface agricole biologique à l’horizon 2012, ce qui implique de tripler en trois ans la surface exploitée en bio en 2009. Subissant une crise au début des années 2020, l'agriculture bio représente 10% des terres agricols française en 2023, loin de l'objectif visant les 15% pour 2022.

## Historique

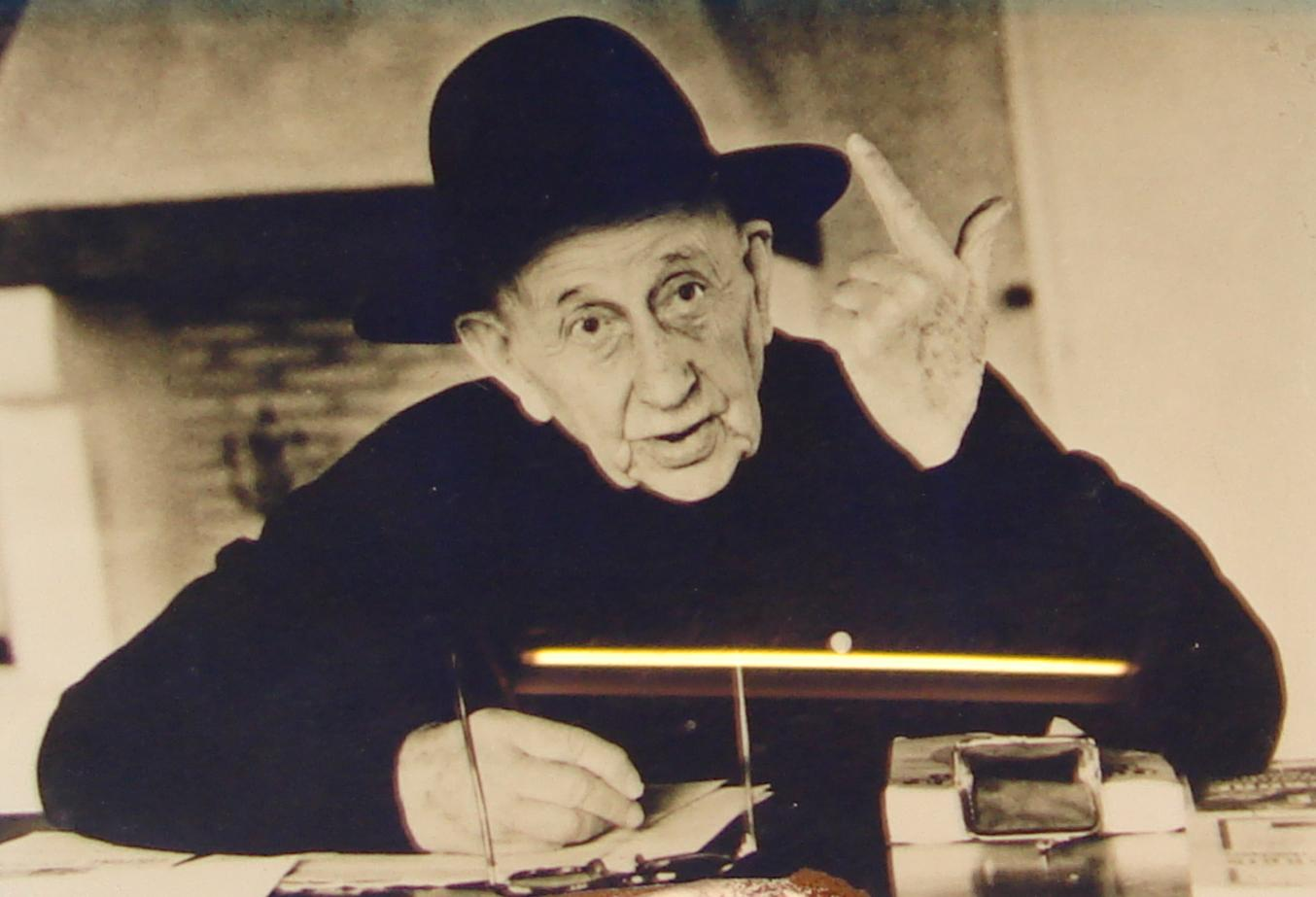
Raoul Lemaire, l'un des fondateurs de l'agriculture biologique en France

En 1948, l'agrobiologiste André Birre fonde l’association « L’homme et le sol » et lance la « Croisade pour l’humus ».
En 1959, l'agronome Jean Boucher et le négociant en grain Raoul Lemaire élaborent la méthode dite Lemaire-Boucher basée sur l'utilisation d'une algue, le lithothamne, pour fertiliser les sols.
En France, l'agriculture biologique a la particularité d'être née de cahiers des charges élaborés par la société civile : les consommateurs et les producteurs se sont ainsi regroupés sous forme associative en 1962, dont la principale était Nature et Progrès, fondée par André Louis, Mattéo Tavera et André Birre,.
Le premier syndicat d’agrobiologie est créé en 1964.
Au début des années 1970, Philippe Desbrosses participe à la création de nombreux mouvements de l’officialisation de l'agriculture biologique.
Depuis 2008, notamment, l’État a mis en place une aide à la conversion biologique. Cette aide financière, régulièrement revalorisée, a pour but d’aider les agriculteurs durant leur transition vers le bio.
L’aide à la conversion pour l’agriculture biologique est versée par l’État. Celle-ci est mise en place pour aider les agriculteurs dans leur période de transition vers le biologique. Elle les soutient dans la familiarisation avec les nouvelles méthodes de production, dans l’adaptation de leurs outils ou encore dans la recherche de nouveaux débouchés pour leurs produits. En revanche, les conditions pour bénéficier de l’aide à la conversion varient en fonction de plusieurs critères : la région ou le département, le type de culture, la superficie de l’exploitation, … Le choix de l’aide à la conversion entraine un engagement à maintenir son exploitation en bio pour une durée de 5 ans. Le montant de l’aide à la conversion est revalorisé chaque année puisque l’aide est versée annuellement. Selon le site Generali, le montant de l’aide était compris entre 44 et 900 euros par hectare entre 2015 et 2020. En effet, ce soutien financier apporté par l’État permet à un plus grand nombre d’agriculteurs de se convertir à l’agriculture biologique. Cette régulation a donc un impact sur l’offre des producteurs puisqu’elle modifie le nombre d’exploitations et par conséquent les quantités de produits biologiques vendus. Toutefois, la demande des consommateurs ne varie pas en fonction du montant de cette aide.
En 2021, le cap des 10% de la surface agricole utilisée en bio en France est franchi.
La Cour des comptes dénonce, en 2022, la faiblesse du soutien de l'Etat au secteur.

## Législations
Le terme agriculture biologique est légalement protégé en France depuis la loi d'orientation agricole du 4 juillet 1980 et le décret du 10 mars 1981, lesquels l'ont définie, et ont fixé les conditions d'homologation des cahiers des charges et précisé les substances pouvant être utilisées dans la production, la conservation et la transformation des produits agricoles dits biologiques.
Le règlement européen a autorisé 5 % d'ingrédients non biologiques ainsi que les additifs et auxiliaires technologiques admis en agriculture conventionnelle : il convient de préciser que l'eau, le sel et les levures ne sont pas comptabilisés pour le calcul du pourcentage d'ingrédients biologiques.
En 2017, sous la présidence d'Emmanuel Macron, pour le budget 2018 les aides au maintien des exploitations biologiques, auparavant versées après cinq ans d'installation, ne sont désormais plus prises en charge en partie par l'État. Cependant, les aides à la conversion à l'agriculture biologique demeurent.
À partir du 1er janvier 2022, l'Union européenne met en place un nouveau règlement concernant l'agriculture biologique. Ce texte a pour but d'accroître l'utilisation de l'agriculture biologique en faisant passer au cahier des charges européen (et non plus national) plusieurs productions (comme les lapins, les cervidés et les huiles essentielles).

## La production

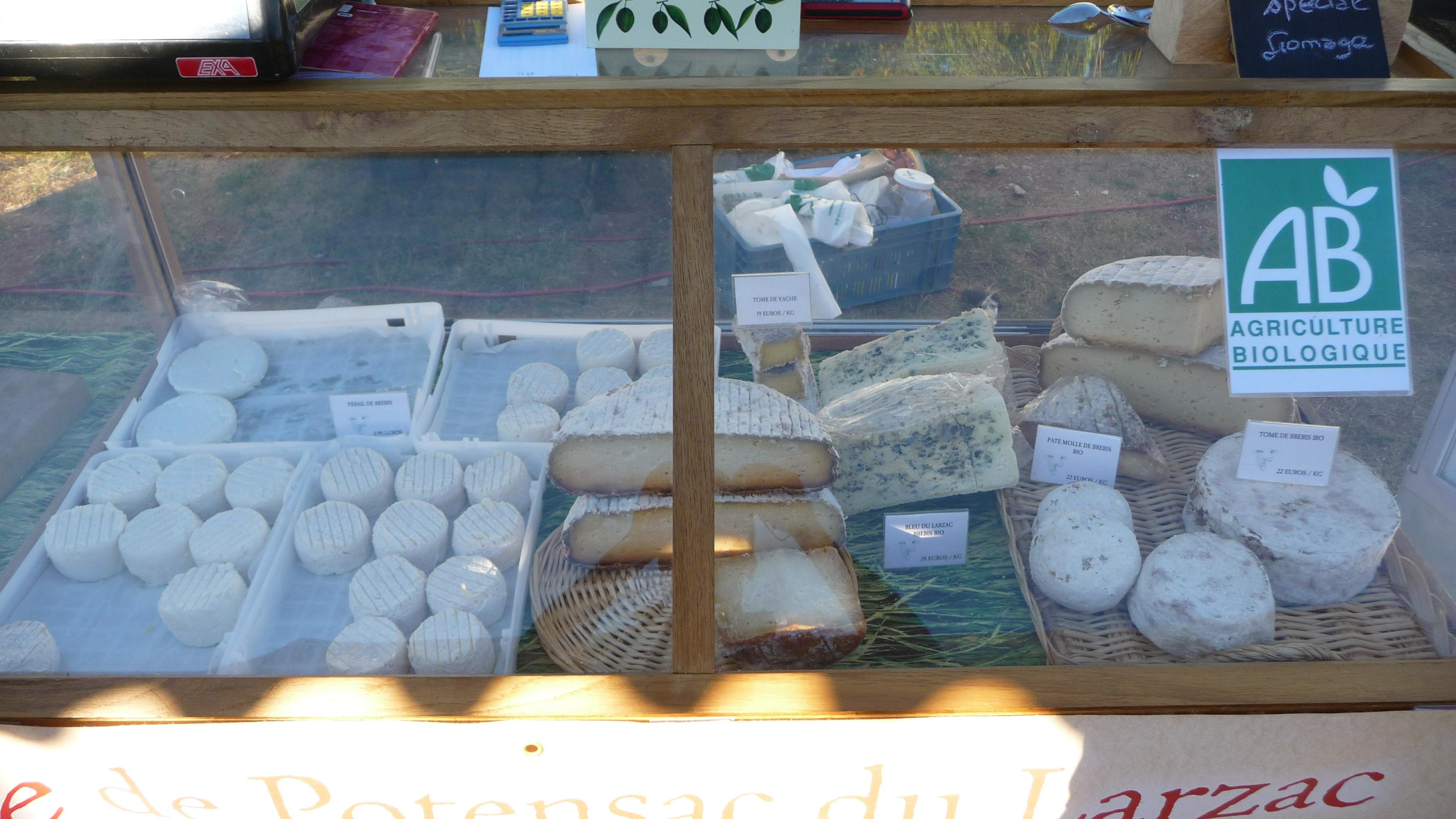
Fromages fermiers labelisés « agriculture biologique » dans un marché d'agriculteurs, Larzac, Massif central.

En 2022, selon un rapport de la Cour des Comptes, les superficies cultivées en bio reprèsentent 10,3 pour cent des surfaces, pour un objectif gouvernemental qui était de 15 pour cent. Une des raisons est le faible soutien financier à ces pratiques, le bio recevant 35 millions d'euros à comparer avec les 970 miliions d'euros consacrés à dépolluer l'eau potab les des polluants issus de l'agriculture chimique.
En 2019, 8.5% des terres cultivées sont exploitées en bio en France (contre 7,5% dans l'Union Européenne), soit 2,3 millions d'hectares. La France est le pays européen le plus dynamique, avec une croissance de conversion beaucoup plus rapide que ses voisins (+ 259 492 ha contre + 108 441 ha pour l'Espagne, ou + 92 520 ha en Allemagne entre 2018 et 2019). La France se place ainsi au deuxième rang européen derrière l'Espagne, leader sur le Vieux Continent grâce à ses champs d'oliviers. La production a plus que doublé en cinq ans, mais elle ne couvre toujours pas la demande : les importations atteignent 31 % des besoins ; hors fruits exotiques, ce taux tombe à 18 %.
Dès 2021, certaines productions sont cependant confrontées à une crise de croissance : le rythme des conversions est plus rapide que la croissance de la consommation, entraînant des difficultés pour les filières ; c'est le cas notamment du lait et des produits laitiers, des œufs, de l'élevage porcin.
Face à ces surproductions qui mettent en péril l'équilibre économique des exploitations, le taux de déconversion (y compris départs en retraite) reste stable à 4% en 2021.
L'agriculture biologique française représente 8,81 % de l'agriculture biologique européenne.
Le « fond Avenir Bio », géré par l'Agence Bio, a pour objet de financer avec un appel à projets annuel la structuration des filières de production biologiques en France.
Un plan « Agriculture biologique : horizon 2012 », a été initié à la suite du Grenelle Environnement, avec un objectif de 6 % de la SAU consacrée à l'agriculture biologique à l’horizon 2012, ce qui implique de tripler les surfaces en bio en 2009.
Fin 2017, 1 777 727 ha étaient engagés en bio, soit une croissance de l’ordre de +15,6 % par rapport a 2016. Ainsi, 6,59 % de la surface agricole utile des exploitations sont conduits selon le mode de production biologique. Parmi ces surfaces, 1 259 464 ha étaient certifiées bio, une hausse de +19,4 % relativement a 2016. Cette forte hausse résulte de l’entrée en production bio des surfaces, notamment de grandes cultures et fourragères, converties en 2015. Les surfaces en conversion totalisent 518 263 ha, une progression de +7 % par rapport a 2016.
- 47 196 producteurs en 2019, portant la part des exploitations françaises engagées dans l’agriculture biologique à 8,3 % en augmentation de 13%.
- 19 311 opérateurs, transformateurs, importateurs et distributeurs en 2019 en augmentation de 16%.
- 54 044 opérateurs (+14,7 % par rapport au 31 décembre 2016).

En termes d'emplois en 2019, l'agriculture bio représente 179 500 emplois directs, dont 88 400 emplois en 2017 (+13,7 % en un an) dans les fermes (près de 12,5 % de l'emploi agricole), 15 000 emplois dans la transformation, 2 200 emplois dans les services et 28 900 emplois pour la distribution de produits bio. De 2012 a 2017, l'emploi dans le secteur bio a connu une croissance annuelle moyenne de 9,5 %.
Au 30 juin 2017, les surfaces engagées sont estimées à 1,77 million d’hectares avec près de 520 000 ha en conversion, soit une croissance de l’ordre de +15 % en six mois. Ainsi, 6,5 % de la surface agricole utile des exploitations sont conduits selon le mode de production biologique, dans 8 % des exploitations agricoles françaises.
Aujourd’hui la plupart des agriculteurs engagés dans l'agriculture biologique se situe en Occitanie, Auvergne-Rhône-Alpes, en Nouvelle-Aquitaine et dans les Pays de la Loire.
- 35 231 fermes (+9,2 % par rapport au 31 décembre 2016). Avec cette forte augmentation du nombre de producteurs, il s'agit d'un marché qui se base sur une structure concurrentielle.
- 16 259 transformateurs, distributeurs, importateurs et exportateurs (soit +9,6 % par rapport au 31 décembre 2016).
- 51 490 opérateurs (+9,3 % par rapport au 31 décembre 2016).

Mais avec la crise, le pouvoir d'achat des ménages devrait plutôt stagner ce qui n'encourage pas le passage à une alimentation bio qui reste tout de même plus chère. Selon des études les ventes pourraient néanmoins continuer de progresser mais moins rapidement que ces dernières années.
| Régions                    | Nb. Exploitations | Evol. (%) 2013-2014 | Surfaces certifiees + conversions (ha) | Evol. (%) 2013-2014 |
| -------------------------- | ----------------- | ------------------- | -------------------------------------- | ------------------- |
| Alsace                     | 591               | 2,1                 | 18880                                  | 1,3                 |
| Aquitaine                  | 2428              | 2,1                 | 63665                                  | 5,4                 |
| Auvergne                   | 996               | 3,2                 | 50252                                  | 2,3                 |
| Basse-Normandie            | 881               | 3,2                 | 50272                                  | 5,7                 |
| Bourgogne                  | 906               | 1,7                 | 49677                                  | 4,4                 |
| Bretagne                   | 1890              | 2,3                 | 69406                                  | 4,0                 |
| Centre                     | 844               | 3,9                 | 42135                                  | 7,8                 |
| Champagne-Ardenne          | 478               | 4,1                 | 21028                                  | 7,3                 |
| Corse                      | 286               | 0                   | 10698                                  | 4,3                 |
| Franche-Comte              | 537               | 2,7                 | 36390                                  | 5,0                 |
| Haute-Normandie            | 217               | 4,3                 | 7765                                   | 2,6                 |
| Ile-de-France              | 207               | 5,6                 | 9574                                   | 7,8                 |
| Languedoc-Roussillon       | 2799              | 2,8                 | 99976                                  | 1,7                 |
| Limousin                   | 627               | 7,7                 | 31543                                  | 8,9                 |
| Lorraine                   | 518               | 7,0                 | 39724                                  | 9,5                 |
| Midi-Pyrénées              | 2933              | 6,8                 | 145686                                 | 11,3                |
| Nord-Pas-De-Calais         | 296               | 3,5                 | 7527                                   | 3,1                 |
| Outre-Mer                  | 269               | 2,7                 | 3014                                   | -20,0               |
| Pays de la Loire           | 2090              | 4,1                 | 115656                                 | 6,7                 |
| Picardie                   | 259               | 3,6                 | 10359                                  | 4,8                 |
| Poitou-Charente            | 890               | 6,7                 | 44388                                  | 9,4                 |
| Provence-Alpes-Cote D'Azur | 2583              | 4,6                 | 94987                                  | 3,3                 |
| Rhone-Alpes                | 2941              | 4,1                 | 95740                                  | 1,6                 |
| Total                      | 26466             | 3,9                 | 1118342                                | 5,4                 |

Fin 2020, la SAU (Surface Agricole Utile) certifiée est estimée à près de 2 millions d'hectares (+14,7 % par rapport à 2019). Si l'on ajoute les 593 000 ha en conversion, la part de la SAU française en bio atteindrait ainsi 2,5 millions d'hectares, soit 9,5 % de la SAU totale.
Au 31 décembre 2016, l'agriculture biologique en France comptait :
- 32 326 fermes (+12 % par rapport à fin 2015) qui représente 7,3 % des fermes françaises.
- 14 859 transformateurs, distributeurs, importateurs et exportateurs (soit +10 % par rapport à fin 2015).
- 47 185 opérateurs (+11 % par rapport à fin 2015).

En 2015, on observe une forte hausse de la SAU en mode biologique, elle atteint 4,9 % du territoire agricole, ce qui correspond à 1,31 million d'hectares (dont 300 000 ha en conversion). C'est une augmentation de 17 % par rapport a 2014 (+6 % pour les surfaces certifiées bio, +100 % pour les surfaces en conversion).
Il existe 42 216 opérateurs bio en 2015 (+7,2 % par rapport a 2014, 18 380 en 2007), dont 28 725 fermes (+8,5 % par rapport a 2014) et 13 491 transformateurs, distributeurs, importateurs et exportateurs (+4,4 % par rapport a 2014).
En termes d'emplois en 2015, l'agriculture bio représente plus de 100 000 emplois directs, dont 69 000 emplois dans les fermes (près de 10 % de l'emploi agricole) et 30 000 emplois pour la transformation et la distribution de produits bio.
En 2014, avec 4 % de la SAU et 1,1 million d'hectares cultivés en bio, la France a dépassé l'Allemagne et affiche la troisième surface bio d'Europe, derrière l'Espagne et l'Italie, et le marché français des produits biologique s'élevait a 5 milliards d'euros, soit une progression de 10 % sur cette l'année.
En 2013, la Surface agricole utile (SAU) consacrée à l'Agriculture Biologique était de 1 061 568 hectares représentant 3,93 % de la SAU nationale.
En 2011, la Surface agricole utile (SAU) consacrée à l'Agriculture Biologique était de 975 141 hectares représentant 3,5 % de la SAU nationale. Le nombre des exploitations bio a augmenté de 12,3 % par rapport à 2010, passant de 10 000 exploitations en 1982 à 11 640 en 2007, 16 446 en 2009 et 23 135 en 2011. La région PACA est la première région de France, proportionnellement, en termes d'agriculture biologique, avec en 2012 13 % de la surface agricole utile (SAU) certifiée, contre 3,6 % en moyenne sur le territoire national. D'autres régions très impliquées sont les régions Rhône-Alpes, Languedoc Roussillon, Midi-Pyrénées et les Pays de la Loire. Au niveau des cultures, les fourrages représentent la majorité de la surface, mais les cultures maraîchères étaient en progression de 20 % et 39 % pour la culture de la vigne.
En 2010, la surface agricole utile (SAU) exploitée selon le mode biologique rassemblait 845 440 ha, dont 273 626 ha en conversion, soit 3,1 % de la SAU avec de grandes disparités selon les secteurs (vignoble : 6 %, fruits : 10 %, grandes cultures : 1,5 %). Le nombre des exploitations bio a rapidement augmenté, passant de 3 602 producteurs certifiés en 1995 à 11 900 en 2007, puis 20 604 en 2010, puis 25 467 en 2013. Entre 2009 et 2010, 4 160 agriculteurs supplémentaires ont été recensés.
L'agriculture biologique française représente 8 % de l'agriculture biologique européenne en 2009.
|                                                                                 | 2002    | 2007    | 2008    | 2009    | 2010    | 2011    | 2012      | 2013      | 2014      | 2015      | 2016      | 2017      | 2018      | 2019      | Évol. 2017-2018 | Évol. 2012-2016 |
| Nombre de producteurs engagés                                                   | 11 293  | 11 978  | 13 299  | 16 446  | 20 604  | 23 135  | 24 425    | 25 468    | 26 466    | 28 884    | 32 326    | 36 691    | 41 623    | 47 196    | +13 %           | × 1,3           |
| Part des exploitations bio sur l'ensemble des exploitations agricoles en France | 1,71 %  | 2,11 %  | 2,41 %  | 3,07 %  | 3,96 %  | 4,58 %  | 4,98 %    | 5,34 %    | 5,79 %    | 6,50 %    | 7,27 %    | 8,34 %    | 9,46 %    | 10,36 %   | +13 %           | × 1,4           |
| Surfaces en mode de production biologique (ha)                                  | 517 965 | 556 919 | 583 124 | 676 015 | 845 110 | 975 002 | 1 032 940 | 1 069 883 | 1 117 549 | 1 322 202 | 1 537 000 | 1 746 486 | 2 035 024 | 2 241 345 | +17 %           | x 1,4           |
| dont surfaces certifiées bio                                                    | 342 406 | 499 624 | 497 100 | 524 166 | 571 512 | 699 271 | 855 642   | 938 522   | 969 210   | 1 013 227 | 1 065 000 | 1 234 097 | 1 502 572 | 1 675 771 | +22%            | x 1,3           |
| dont surfaces en conversion                                                     | 17 559  | 59 819  | 81 563  | 151 850 | 273 598 | 275 731 | 177 297   | 131 631   | 148 339   | 308 975   | 472 000   | 512 389   | 532 452   | 565 574   | +4%             | x 3,6           |
| Part des surfaces en mode de production bio dans la SAU                         | 1,87 %  | 2,03 %  | 2,14 %  | 2,48 %  | 3,12 %  | 3,60 %  | 3,82 %    | 3,96 %    | 4,14 %    | 4,91 %    | 5,70 %    | 6,48 %    | 7,55 %    | 8,31 %    | +17 %           | x 1,4           |
| Nombre de préparateurs, distributeurs et importateurs engagés                   | 5 252   | 6 402   | 7 582   | 8 757   | 10 457  | 12 136  | 12 337    | 12 577    | 12 919    | 13 528    | 14 859    | 17 353    | 20 145    | 28 786    | +16 %           | × 1,2           |
| Nombre d'opérateurs engagés                                                     | 16 545  | 18 380  | 20 881  | 25 203  | 31 061  | 35 271  | 36 762    | 38 045    | 39 385    | 42 412    | 47 185    | 54 044    | 61 768    | 70 322    | +14 %           |                 |

## La consommation
Au fil des années, la consommation de produits biologiques ne cesse d’augmenter. Depuis 1994, le marché français de l’agriculture biologique augmente annuellement de 20%. En effet, les consommateurs prennent conscience que les modes de production habituels engendrent des effets néfastes pour l’environnement. Ils souhaitent alors une réorientation de ces modes de production afin d’améliorer les conséquences environnementales. Les consommateurs se dirigent vers une alimentation plus saine et plus naturelle telle que l’alimentation biologique. De plus, depuis quelques années les agriculteurs issus d’une agriculture conventionnelle ont la possibilité de se convertir au biologique plus facilement grâce à l’aide à la conversion. De ce fait, le nombre d’agriculteurs biologiques a augmenté ce qui a engendré une augmentation de la consommation des produits issus de cette agriculture.
En 2005, le marché français des produits alimentaires biologiques s'élevait à 1,6 milliard d'euros, le poste le plus important étant celui des fruits et légumes, qui totalise 264 millions d'euros. Mais l'ensemble des produits vendus aux rayons crémerie-produits laitiers (132 millions d'euros), lait (99 millions) et œufs (95 millions) représentent eux-mêmes 21 % de la consommation des aliments bio, avec un total de 326 millions d'euros. 4 ans après le marché était passé à 3 milliards d'euros.
En 2009, la France importait plus de produit bio qu'elle n'en exporte, puisqu'en valeur marchande 38 % des ventes sur le territoire français étaient produits à l'étranger. Ce déficit commercial n'était pas égal pour tous les produits, ainsi le secteur laitier approche de l'autosuffisance, alors que l'importation de céréales restait très importante. En 2009 le montant des ventes de produits bio français à l'étranger était estimé à environ 200 millions d'euros.
En 2013, l'agriculture biologique représente 2 % de l'alimentation des français, vs 1 % en 2006. Ce marché, qui est en croissance de 3 % (en 2013), représente 4,1 milliards d'euros.
En 2017, la consommation a augmenté de 20 % par rapport à celle de l’année dernière.
Les consommateurs représentent plus de 9 français sur 10. Ils sont divisés en trois catégories : les consommateurs occasionnels qui ont entre 26 et 55 ans et qui représentent 53 % des consommateurs (29 % des hommes et 24 % des femmes) et le nombre de consommateurs réguliers s’élève à 30 %. Les femmes sont plus consommatrices de produits biologiques que les hommes (87 % des femmes sur 2000 consommateurs). De plus, le taux d’ancienneté de consommation de produits biologiques et plus élevé chez les femmes. En effet, 42,7 % d’entre elles consomment des produits biologiques depuis plus de 5 ans contre 37,3 % des hommes. Les produits biologiques les plus consommés sont les fruits et les légumes à 59 % de la consommation des acheteurs. Il s’ensuit des produits laitiers et des produits d’épicerie.
Par exemple, sur une base de 311 consommateurs, 62 % d’entre eux consomment ces produits pour préserver leur santé et 57 % en consomment pour préserver l’environnement.
D’après l’AgenceBio, le marché de l’agriculture biologique français représentait 5,3% des parts du marché alimentaire en 2018 et a atteint 6,1% en 2019.
Les agriculteurs biologiques doivent satisfaire cette demande en répondant aux attentes des consommateurs. On constate que le nombre d’agriculteurs biologiques augmente.  Selon l’Agence Bio, la surface agricole convertie au biologique a doublé en 5 ans, entre 2014 et 2019, passant de 1,1 million d’hectares à 2,3 millions d’hectares, soit 8,5 % de la surface agricole.
En outre, les producteurs biologiques doivent veiller à leur quantité de production en fonction du prix de marché. Ils doivent donc effectuer un bilan de leur production. Ainsi, si le prix diminue sur un produit avec une marge, les producteurs doivent multiplier leur chiffre d’affaires et donc leurs ventes pour ainsi conserver cette marge. Par exemple, selon le site Biolinéaires : « si je baisse mon prix de 15 % sur une référence margée à 30 % habituellement, je dois multiplier par 2 mon chiffre d’affaires pour conserver la même quantité de marge ».
D'après l’Agence Bio, plus de 9 Français sur 10 déclarent avoir consommé des produits biologiques en 2020. 13% d’entre eux assument en consommer tous les jours. Bien que les produits issus d’une agriculture biologique soient plus chers, de nombreux individus les consomment pour de multiples raisons. En effet, ces produits sont réputés pour être meilleurs pour notre santé. De plus, cette technique d’agriculture réduit les effets nocifs (pesticides, produits chimiques de synthèse…) qui s’échappent des agricultures conventionnelles.
Le label Agriculture biologique, AB : les pionniers de l'agriculture biologique en France ont mis plusieurs années à obtenir une reconnaissance officielle du label AB par les pouvoirs publics, acquis en 1993. Le label Agriculture Biologique (Logo AB) est aujourd'hui reconnu par le Ministère de l'Agriculture, un cahier des charges précis définit les règles permettant d'être certifié. Il garantit que l'aliment est composé d’au moins 95 % d’ingrédients issus du mode de production biologique, ne comporte ni colorant chimique, ni arôme artificiel, ni additifs de synthèse, ni agent de conservation chimique et n'a pas été irradié. Plusieurs organismes certificateurs ont l'autorisation de délivrer la certification : Aclave, Agrocert, ECOCERT, Qualité France SA, Ulase, SGS ICS.
Le label Nature & progrès: Nature & progrès est à l'origine en 1970 du premier cahier des charges bio au monde, homologué en 1986 par les pouvoirs publics. La mention « Nature & progrès » intègre, dans une démarche globale, des domaines écologiques, économiques et humains.
Le Label Demeter est une marque de certification internationale de produits issus de l'agriculture biodynamique controversée.

## L'image de l'agriculture biologique en France
En 2013:
- 90 % des français estiment que les produits AB contribuent à préserver l'environnement ;
- « Un Français sur deux (49 %) consomme des produits biologiques au moins une fois par mois » et « plus d'un sur deux (56 %) se sent proche des valeurs bio ».
- ils achètent leurs produits AB, pour 46,4 % en grandes et moyennes surfaces, 43 % sur les marchés, 35,4 % en magasins spécialisés, 5 % auprès d'artisans-commerçants et 13,2 % directement à la ferme ;
- la majorité des consommateurs de produits AB habitent dans les régions Île-de-France et du pourtour méditerranéen.

## Les Réseaux de distribution
En 2013, les achats de produits issus de l'agriculture biologique étaient répartis entre les grandes surfaces pour 46,4 %, 35,4 % dans des magasins dédiés, 13,2 % directement chez le producteur et 5 % chez les petits commerçants. Mais depuis quelques années maintenant, le réseau de distribution des produits issus d'agriculture biologique s'est agrandi: 
- Distribution en GMS (E.Leclerc, Intermarché, Carrefour (enseigne), etc. depuis 1988)
- Distributeurs spécialisés : Biocoop, La Vie claire, Naturalia, Bio C'Bon, Les Nouveaux Robinson, Satoriz, Biomonde depuis 1948 ;
- AMAP : Association pour le Maintien d'une Agriculture Paysanne (pas exclusivement bio) ;
- Vente directe en Boutique Paysanne ;
- Le Réseau des Jardins de Cocagne.
- Circuit court: directement vendu par le producteur au consommateur

Depuis 2018, le nombre de distributeurs de produits biologiques a augmenté de 24% ce qui a permis aux individus de consommer davantage de bio. Ainsi, sur le rapport d’Agence Bio, on observe que la grande distribution est le secteur qui a la part de marché la plus importante (54,9% en 2019) et qui connaît la plus forte croissance en termes de vente de produits bio. Ensuite, ces produits sont également commercialisés dans les magasins spécialisés dans le bio qui comptent plus d’un quart de la part de marché des circuits de distribution de produits bio. De plus, le secteur regroupant les artisans et les commerces de proximité connaît une forte croissance avec une augmentation de 11% entre 2018 et 2019. Cependant, ses parts de marché sont les plus faibles derrière celle de la vente directe (11%).